# Tipula sayloriana
Tipula sayloriana är en tvåvingeart som beskrevs av Alexander 1946. Tipula sayloriana ingår i släktet Tipula och familjen storharkrankar. Inga underarter finns listade i Catalogue of Life.